# Orani (Bataan)
Orani é um município de  primeira classe de renda municipal (d) na província Bataan, nas Filipinas. De acordo com o censo de 1 de maio  de  2020 possui uma população de 70 342 pessoas e 17 524 domicílios.